# Mellicta serotina
Mellicta serotina är en fjärilsart som beskrevs av Charles Oberthür 1909. Mellicta serotina ingår i släktet Mellicta och familjen praktfjärilar. Inga underarter finns listade i Catalogue of Life.